# Vincent William Ryan
Pour les articles homonymes, voir Ryan.
Cet article possède un paronyme, voir William Ryan.
Vincent William Ryan, né le 8 décembre 1816 à Magdalen Hall (Oxford) et mort le 11 janvier 1888 à Stanhope, est un ecclésiastique britannique, premier évêque anglican de Maurice de 1854 à 1869.

## Biographie
Il fait ses études à Magdalen Hall à Oxford et est ordonné en 1842. Il devient évêque de Maurice, puis, à son retour, est nommé recteur de Bedale. Après avoir occupé pendant seulement quatre mois l'archidiacre de Suffolk, il devient recteur de Saint-Nicolas à Guildford et commissaire de Winchester. En mai 1870, il est transféré au presbytère de Bradford, dans le Yorkshire. Il est doyen rural de 1870 à 1876, et devient en 1875 archidiacre de Craven et commissaire de l'évêque de Ripon. En 1872, il part en mission spéciale à Maurice. En août 1880, il devient vicaire de St. Peter's, à Bournemouth, et en 1881 recteur de Middleham, d'où il déménage en 1883 au presbytère de Stanhope. Il y meurt le 11 janvier 1888.